# Fox Umbrellas

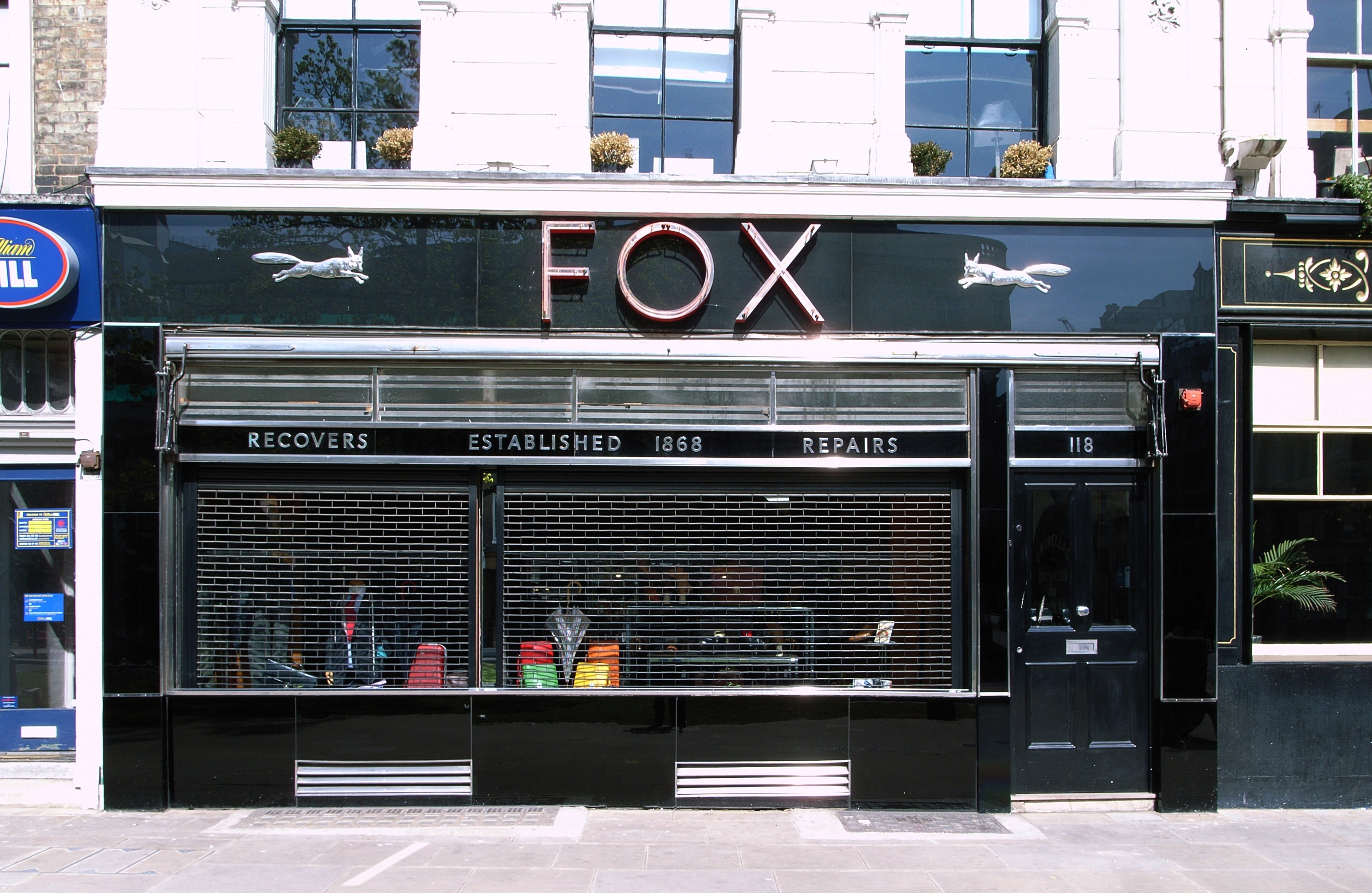
Straßenansicht von Fox Umbrellas

Fox Umbrellas ist ein britischer Hersteller von Regenschirmen. Das 1868 von Thomas Fox gegründete Geschäft fertigt heute Regenschirme im Londoner Stadtteil Croydon. Der ursprüngliche Laden in 118 London Wall mit seiner Schaufensterfront von 1937 ist heute ein herausragendes Beispiel modernen Schaufensterdesigns in der City of London. 

## Regenschirme
Die Regenschirme von Fox werden heute noch handgefertigt. Zu den bekannten Kunden zählten beispielsweise das britische Königs- und das japanische Kaiserhaus, Winston Churchill und John F. Kennedy. Fiktionale Träger waren John Steed aus der britischen Fernsehserie Mit Schirm, Charme und Melone oder Mycroft Holmes in der britischen Fernsehserie Sherlock. Heute stellt das Unternehmen etwa 15.000 Schirme im Jahr her und fertigt Sondereditionen für Modefirmen wie Alfred Dunhill oder Ralph Lauren in Großbritannien oder Mitsukoshi, Isetan, Sogo und Tomorrowland in Japan.

## Laden London Wall
Der Laden in 118 London Wall ist Ursprungsort des Herstellers und verkauft weiterhin Regenschirme. Während die Inneneinrichtung zeitgenössisch mit Regalen aus kanadischer Walnuss ist, stammt die Fassade noch von 1937. Die von Pollard hergestellte Fassade aus schwarzem Vitrolite-Glas, rostfreiem Stahl und Neonschrift ist laut Pevsner herausragend.
Seit 1990 ist das Geschäft ein Grade II Listed Building. Das Magazin Time Out bezeichnete ihn als Londons seltsamsten und wunderbarsten Laden.

## Geschichte
Thomas Fox verlor seinen Laden aus ungeklärten Umständen nach wenigen Jahren an die Familie Dixon. Nachdem die Firma im Zweiten Weltkrieg auch Fallschirme aus Nylon herstellte, war sie schnell von den Vorteilen des Materials überzeugt. Als erster Hersteller von Regenschirmen stellte sie Schirme mit Nylon- statt Seidenbezug 1947 auf der Ausstellung Britain Can Make It vor.
Ursprünglich besaß Thomas Fox neben dem Schirmgeschäft noch einen Friseursalon und eine Schneiderei, wobei zahlreiche Kunden die Gelegenheit nutzten, sich die Haare schneiden zu lassen, während sie auf eine Schirmreparatur oder eine Arbeit des Schneiders warteten. Bis 1985 wurden die Schirme im Keller des Ladens in der Londoner City handgefertigt, 1985 zog die Fertigung nach Sutton und 2006 nach Croydon um. 
Im Juni 2000 trennten sich Hersteller und Laden, als der Manager Ray Garrett die Regenschirmproduktion von der Familie Dixon kaufte. Während er diese in Sutton und Croydon ausbaute und stark auf das Internetgeschäft setzte, wechselte der Laden mehrfach den Eigentümer und bot auch zeitweise weitere Accessoires sowie Maßanzüge an. Seit 2003 besitzt Fox Umbrellas ein eigenes Tochterunternehmen in Japan mit eigenem Laden.